# ایوا رز
ایوا رز (انگلیسی: Ava Rose؛ زاده ۹ فوریهٔ ۱۹۸۶) بازیگر پورنوگرافی اهل ایالات متحده آمریکا و خواهر بزرگتر میا رز است.